# Bearbejdelse
Bearbejdelse er at omforme f.eks. et billede eller en tekst.
I ophavsretlig henseende har bearbejderen af et værk ophavsret til værket i den bearbejdede form, jf. ophavsretslovens § 4. Der kan dog ikke rådes over værket på en måde, som strider mod ophavsretten til originalværket.